# 7023 Heiankyo
7023 Heiankyo este un asteroid din centura principală de asteroizi.

## Descriere
7023 Heiankyo este un asteroid din centura principală de asteroizi. A fost descoperit pe 25 mai 1992 la Dynic de Atsushi Sugie. Asteroidul prezintă o orbită caracterizată de o semiaxă mare de 2,45 ua, o excentricitate de 0,14 și o înclinație de 7,6° în raport cu ecliptica.